# Circuito di Donington Park
Donington Park è un autodromo inglese ubicato a Castle Donington, nelle Midlands Orientali, nei pressi della foresta di Sherwood. Ha ospitato il Gran Premio d'Europa di Formula 1 nel 1993, ventitré edizioni del Gran Premio di Gran Bretagna del Motomondiale (dal 1987 al 2009) e attualmente ospita, anche se con alcune pause, il Gran Premio di Gran Bretagna di Superbike.

## Storia
Questo circuito venne costruito nel 1931, specificatamente per ospitare gare motociclistiche. Venne chiuso durante la seconda guerra mondiale e venne recuperato solo dopo molti anni da un imprenditore locale, Tom Wheatcroft, appassionato di sport motoristici, che nel 1971 acquistò il terreno dove sorgeva l'impianto. Wheatcroft impiegò sei anni prima di poter farvi disputare una gara, che si tenne il 27 maggio 1977, e nel frattempo vi trasferì la sua collezione personale di vetture da competizione, costruendovi un museo destinato ad accogliere quella che ora è conosciuta come Donington Grand Prix Exhibition, che aprì nel 1973 e comprende la più ampia raccolta al mondo di automobili da Gran Premio. Dal 1987 è uno dei più conosciuti circuiti inglesi, avendo sostituito il Circuito di Silverstone quale sede dei Gran Premi motociclistici. Nel 2007 la Wheatcroft & Son Ltd, di proprietà della famiglia Wheatcroft cedette il controllo dell'autodromo mediante un noleggio della durata di 150 anni alla società Donington Ventures Leisure Ltd (DVLL), che nel luglio 2008 annunciò di aver ottenuto i diritti per l'organizzazione del Gran Premio di Gran Bretagna di Formula 1 dal campionato 2010 e per i successivi 17 anni, grazie anche all'approvazione da parte degli amministratori del North West Leicestershire di un progetto di sviluppo e ristrutturazione firmato da Hermann Tilke e che avrebbe dovuto essere avviato nel gennaio 2009. Ma nell'aprile dello stesso anno la Wheatcroft & Son Ltd citò in giudizio la Donington Ventures Leisure Ltd presso il tribunale della Contea di Derby per mancato adempimento contrattuale (mancati pagamenti per un totale di £2.470.000), chiedendo anche la risoluzione dello stesso. Tali sviluppi misero in serio dubbio lo svolgimento del gran premio a Castle Donington, con Bernie Ecclestone che richiedeva il rispetto degli standard richiesti per l'organizzazione, e portarono ad un accordo extragiudiziario tra le parti. Nell'autunno seguente fonti mediatiche riportarono che la DVLL non era riuscita a farsi finanziare i 135 milioni di sterline necessari per completare il trasferimento del Gran Premio di Gran Bretagna sul suo circuito. A seguito di queste difficoltà degli organizzatori di Castle Donington, fu firmato a fine 2009 un accordo fra Ecclestone e gli organizzatori di Silverstone che prevedeva di mantenere il gran premio nella sua precedente sede per successivi 17 anni. Nel dicembre 2009 l'autodromo tornò ai vecchi proprietari, che nel 2010 fecero ristrutturare la pista, in alcune parti già divelta, riportandola alle condizioni precedenti ai lavori di modifica non portati a termine dalla DVLL. Il circuito ha ripreso l'attività nel 2011. Molte delle gare sin qui disputate a Castle Donington si sono svolte sotto la pioggia, rendendo ulteriormente difficile il lavoro dei piloti a causa del suo asfalto viscido. Nel 1993 è stato anche sede di un Gran Premio di Formula 1, il Gran Premio d'Europa. Una gara memorabile, corsa anch'essa in avverse condizioni atmosferiche e che ha visto la vittoria di Ayrton Senna. Il circuito di Donington è anche quartier generale della Formula E: dal 3 al 10 luglio e il 19 agosto 2014 i test ufficiali di preparazione al primo campionato mondiale.

## Descrizione
La lunghezza del circuito è di 4.020 metri, con 7 curve a destra e 5 a sinistra, da percorrere in senso orario. Tale lunghezza fu raggiunta nel 1985 dopo i lavori di ampliamento che portarono alla realizzazione del tratto dietro al paddock (denominato Melbourne Loop) necessari per poter ospitare il Motomondiale, in quanto la precedente configurazione di 3.149 metri era ritenuta troppo corta; tale configurazione è ancora operativa col nome di National circuit ed è a volte impiegata per le gare nazionali. Il tracciato, che si trova all'interno di un anfiteatro naturale che favorisce la sua visione agli spettatori, è misto-veloce, con medie che sfiorano i 160 km/h (per la MotoGP) e contiene elementi che mettono alla prova i piloti, come i saliscendi e alcune curve veloci che obbligano a frenate ed accelerazioni brusche. Dopo i lavori di rimessa in opera del vecchio circuito, l'unica variazione rispetto al precedente tracciato si può trovare alle nuove e ora più scorrevoli Fogarty Esses (che immette nel Melbourne Loop) e Roberts (che immette, nel caso del National circuit, sul rettilineo del traguardo), pertanto i tempi sul giro ottenuti a partire dal 2011 non sono direttamente confrontabili con quelli fino al 2008.

## Altri usi del circuito
- Il circuito ospita numerose manifestazioni musicali. È famoso al pubblico per aver ospitato il Monsters of Rock e il Download Festival, manifestazioni musicali in cui hanno suonato gruppi come Rammstein, Metallica, Iron Maiden, Green Day, Slipknot, AC/DC e Slayer.
- All'interno dell'area si trova un importante museo dedicato alla storia dell'automobilismo, che racchiude una delle più grandi raccolte di automobili da corsa del mondo.
- All'interno dell'area è stata posta una statua bronzea, in dimensioni originali, del pilota inglese Roger Williamson, morto bruciato nella sua vettura capovolta a Zandvoort durante il Gran Premio d'Olanda 1973.

## Mappe del circuito

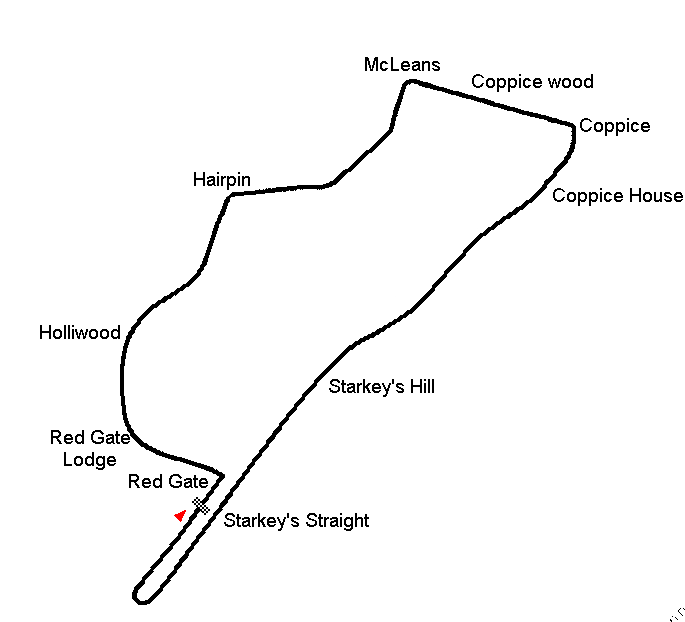
La configurazione di 4.107 metri utilizzata dal 1934 al 1936
La configurazione di 5.029 metri utilizzata dal 1937 al 1939
La configurazione di 4.020 metri con estensione dietro al paddock utilizzata dal 1985 al 2009
La configurazione di 3.149 metri
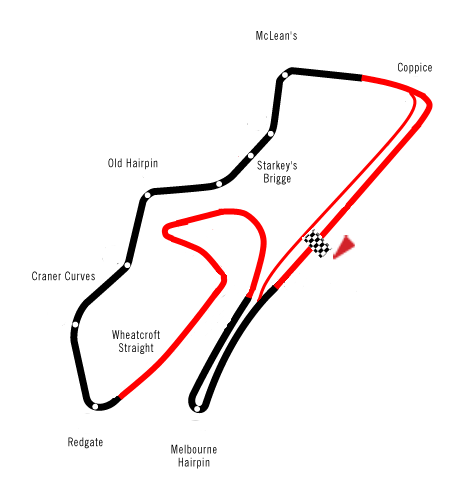
Le modifiche proposte per il Gran Premio di Gran Bretagna 2010 di Formula 1

## Albo d'oro della Formula 1
| Anno | Pilota       | Scuderia |
| ---- | ------------ | -------- |
| 1993 | Ayrton Senna | McLaren  |

### Vittorie per pilota
| Vittorie | Pilota       | Anno(i)/Vettura |
| -------- | ------------ | --------------- |
| 1        | Ayrton Senna | 1993/McLaren    |

### Vittorie per scuderia
| Vittorie | Scuderia | Anno(i)/Pilota    |
| -------- | -------- | ----------------- |
| 1        | McLaren  | 1993/Ayrton Senna |